# Bangkok Post
Bangkok Post là một nhật báo giấy khổ rộng bằng tiếng Anh xuất bản ở Bangkok, Thái Lan. Ấn bản đầu tiên được ra mắt ngày 1 tháng 8 năm 1946. Tờ báo này có 4 trang và có giá 1 baht.
Tờ báo này đã được thành lập bởi Alexander MacDonald, một cựu nhân viên OSS, và phụ tá người Thái của mình là Prasit Lulitanond. Vào thời điểm này, Thái Lan là quốc gia Đông Nam Á duy nhất có Đại sứ quán của Liên Xô và do đó người ta cho rằng Đại sứ Mỹ cảm thấy cần phải có một tờ báo độc lập nhưng thân Mỹ thể hiện quan điểm của mình. Do đó, một vài nguồn cho rằng tài chính được cấp trực tiếp từ Bộ Ngoại giao Hoa Kỳ hay có thể từ chính OSS. 
Tuy vậy, dưới sự quản lý của MacDonald, tờ Bangkok Post khá độc lập và sử dụng nhiều phóng viên trẻ, trong đó có Peter Arnett và T. D. Allman, những người trở nên nổi tiếng sau này.